# 2022 La Nucía Summer Cup
2022 La Nucía Summer Cup là một giải giao hữu do Marbella Football Center tổ chức lần đầu tiên ở La Nucía, Alicante, Tây Ban Nha. Giải đấu diễn ra trong một tuần với sự góp mặt của ba đội bóng Wolverhampton Wanderers, Deportivo Alavés và Beşiktaş. 
Wolverhampton Wanderers là đội vô địch sau khi giành chiến thắng ở cả hai trận, lần lượt 4-0 trước Alaves và 3-0 trước Besiktas. 

## Sân vận động
Các trận đấu của giải đều được tổ chức trên sân Estadi Olímpic Camilo Cano ở La Nucía, Tây Ban Nha. Sân vận động này có sức chứa 5,000 chỗ ngồi và hiện là sân nhà của CF La Nucía.

## Thể thức thi đấu
Giải đấu sẽ vận hành như một giải đấu league bình thường, đội thắng được 3 điểm, hoà được 1 điểm và thua thì không có điểm. Các đội sẽ thi đấu vòng tròn với nhau, tổng số 2 trận để tính điểm. Đội nào có được nhiều điểm nhất chung cuộc sẽ là đội vô địch.

## Bảng xếp hạng
| VT | Đội                     | ST | T | H | B | BT | BB | HS | Đ |
| -- | ----------------------- | -- | - | - | - | -- | -- | -- | - |
| 1  | Wolverhampton Wanderers | 2  | 2 | 0 | 0 | 7  | 0  | +7 | 6 |
| 2  | Deportivo Alavés        | 2  | 1 | 0 | 1 | 2  | 5  | −3 | 3 |
| 3  | Beşiktaş                | 2  | 0 | 0 | 2 | 1  | 5  | −4 | 0 |

## Các trận đấu
| Deportivo Alavés | 0-4      | Wolverhampton Wanderers                                   |
| ---------------- | -------- | --------------------------------------------------------- |
|                  | Chi tiết | Jiménez 22' (ph.đ.) · Neto 43' · Podence 52' · Kilman 89' |

| Beşiktaş | 0-3      | Wolverhampton Wanderers              |
| -------- | -------- | ------------------------------------ |
|          | Chi tiết | Jiménez 15' · Podence 29' · Neto 40' |

| Beşiktaş  | 1-2      | Deportivo Alavés              |
| --------- | -------- | ----------------------------- |
| Muleka 2' | Chi tiết | Guridi 54' · de la Fuente 66' |

## Các cầu thủ ghi bàn
2 bàn
- Daniel Podence (Wolves)
- Pedro Neto (Wolves)
- Raúl Jiménez (Wolves)

1 bàn
- Max Kilman (Wolves)
- Jackson Muleka (Besiktas)
- Jon Guridi (Alaves)
- Miguel de la Fuente (Alaves)